# Highway (película)
Highway es una película estadounidense de 2002 dirigida por James Cox, escrita por Scott Rosenberg y protagonizada por Jared Leto y Jake Gyllenhaal.

## Sinopsis
Mientras Jack (Jared Leto) es el que conquista a las chicas del pueblo, Piloto (Jake Gyllenhaal) es el chico que comercia con las drogas y que por supuesto, siempre está “en órbita”, pero desde la infancia Jack y Piloto son grandes amigos y esta aventura también deberán vivirla juntos: cuando Jack es descubierto por el mafioso del pueblo teniendo relaciones nada menos que con su esposa, escapa y convence a Piloto a emprender un viaje con él, pero aceptando la condición de este de dirigirse a Seattle aunque no aclare realmente la razón de que quiera dirigirse hacia allá. En esta jornada serán perseguidos por unos matones, se enfrentarán al amor por una chica, y lo más importante, pondrán a prueba la fortaleza de la amistad que comparten tantos años.
- Datos: Q2446268